# Acireale
Acireale är en stad och kommun i storstadsregionen Catania, innan 2015 provinsen Catania, på Siciliens östkust, Italien. Acireale gränsar till kommunerna Aci Castello, Aci Catena, Aci Sant'Antonio, Giarre, Riposto, Santa Venerina och Zafferana Etnea. Acireale ligger vid berget Etnas fot. 

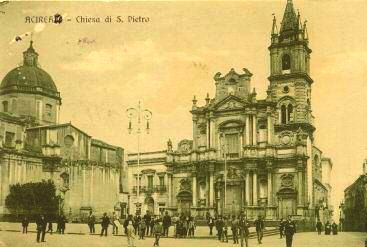
Domkyrkan i Acireale under tidigt 1900-tal